# تيد ديفيس
تيد ديفيس (بالإنجليزية: Ted Davis)‏ (1 يناير 1892 في المملكة المتحدة - ) هو لاعب كرة قدم بريطاني (وحمل سابقاً جنسية المملكة المتحدة لبريطانيا العظمى وأيرلندا) في مركز حراسة المرمى. لعب مع بلاكبيرن روفرز ونادي ليتون أورينت وهدرسفيلد تاون.